# Ovini Uera
Ovini Uera (18 de enero de 1988) es un deportista nauruano que compitió en judo. Ganó una medalla de bronce en el Campeonato de Oceanía de Judo de 2016 en la categoría de –90 kg.

## Palmarés internacional
| Campeonato de Oceanía | Campeonato de Oceanía | Campeonato de Oceanía | Campeonato de Oceanía |
| Año                   | Lugar                 | Medalla               | Categoría             |
| --------------------- | --------------------- | --------------------- | --------------------- |
| 2016                  | Canberra (Australia)  | Medalla de bronce     | –90 kg                |